# Dietrich I. von der Mark
Dietrich von der Mark (* 1336; † 1406) hatte zahlreiche Domherrenstellen inne und war Dompropst in Köln. Er war zweimal Administrator des Hochstifts Osnabrück und lehnte später die Wahl zum Bischof von Lüttich ab. Er kehrte in den weltlichen Stand zurück und war Herr von Dinslaken.

## Familie
Er war Sohn von Graf Adolf II. und der Margarete von Kleve. Brüder waren Graf Engelbert III. von der Mark und Adolf III. von der Mark. Ein Onkel war Engelbert III. von der Mark, Erzbischof von Köln. 

## Frühe Jahre
Er studierte zwischen 1353 und 1357 in Montpellier. Bereits 1354 war er Kanoniker in Lüttich und seit 1355 in Worms. Er war vor 1360 auch Propst in Schildesche. Das Amt musste er wegen der Propstei in Xanten aufgeben. Im September 1360 wurde er für die Stelle des Propstes in Xanten von Innozenz VI. providiert. Neben ihm gab es noch den Konkurrenten Reinhard von Hanau. Das Kapitel erkannte Dietrich 1361 an, aber ein Prozess an der Kurie lief bis 1364 weiter. In diesem Jahr wurde er von der Kurie als Propst bezeichnet. Die Stellung hat er um 1369 aufgegeben.

## Erste Administration in Osnabrück
Bereits 1361 wurde er für zwölf Jahre oder bis zum Tod des Bischofs zum Provisor/Administrator des Stifts Osnabrück ernannt. Er war für Bischof Johann II. Hut für die weltliche Regierung des Stifts zuständig. Ihm gelang es, Besitzungen des Stifts auszulösen. Darunter war auch die Iburg. Im Jahr 1363 verbündete sich Bischof Gerhard von Minden mit einigen Grafen gegen Dietrich, schlug ihn in einem Gefecht und nahm ihn gefangen. Er wurde von seinen Brüdern befreit. In der Folge kam es noch zu Konflikten zwischen Dietrich und dem Münsteraner Bischof Florenz von Wevelinghoven. Nach dem Tod Bischof Johanns machte er sich Hoffnungen auf die Nachfolge, aber statt ihm ernannte der Papst 1366 Melchior von Braunschweig-Grubenhagen zum Bischof. Nach der Zahlung von 2100 Mark als Ersatz für die für das Stift aufgewendeten Kosten gab Dietrich die von ihm besetzten Burgen an das Stift zurück.

## Zweite Administration in Osnabrück
Zwischen 1364 und 1371 war er Domherr in Trier und Köln. Vor 1367 hatte er zeitweilig auch die Propsteien in Rees und Zyfflich inne. In Köln war er von 1368 bis 1374 auch Dompropst. Im Jahr 1371 erhielt er durch eine Provision Gregors XI. auch ein Domkanonikat in Münster. Dieses erhielt er durch Tausch gegen sein Domkanonikat in Lüttich. 
Auch der neue Bischof in Osnabrück wirtschaftete schlecht und musste Besitzungen verpfänden, zumal das Stift noch die Entschädigung für Dietrich aufbringen musste. Nachdem der Bischof von den Grafen von Hoya gefangen wurde, wurde Dietrich von der Mark 1373 erneut zum Administrator des Stifts ernannt. Hauptziel war es, die an die Tecklenburger verpfändete Iburg zurückzugewinnen und 12.000 Gulden Lösegeld für den Bischof aufzubringen. 
Nach seiner Freilassung ging der Bischof an den päpstlichen Hof und klagte Dietrich an. Der Konflikt wurde dadurch beendet, dass der Papst Melchior zum Bischof von Schwerin ernannte. Erneut wurde die Hoffnung Dietrichs auf den Bischofsstuhl von Osnabrück enttäuscht, da Dietrich von Horne gewählt wurde. Mit dem neuen Bischof Dietrich von Horne kam es wegen der Forderungen der Grafen von der Mark zu einer Fehde, die aber schließlich beigelegt werden konnte.

## Herr von Dinslaken
Er war wohl zuvor schon in den weltlichen Stand zurückgekehrt und war Herr von Dinslaken. Als solcher führte er ab 1376 eine Fehde gegen die Reichsstadt Dortmund. Nach dem Friedensschluss kam es sogar zu einem Bündnis mit Dortmund. In seiner Zeit wurden in Dinslaken Münzen geprägt. Im Jahr 1389 wurde er zum Bischof von Lüttich gewählt. Er nahm die Wahl aber nicht an. 
Von Wilhelm Classen und Wilhelm Kohl wird angegeben, dass er 1398 in einer Fehde bei Elberfeld gefallen sei. Dies ist eine Fehlinterpretation und eine Verwechselung mit seinem Neffen Dietrich II. von der Mark. Im Jahr 1392 wurde Dietrich nach dem Tod seines Bruders auch Pfandherr von Duisburg.  Er wurde nach seinem Tod in der Dominikanerkirche von Wesel bestattet.